# ローレンス公共図書館
ローレンス公共図書館（ローレンスこうきょうとしょかん、英語: Lawrence Public Library)は、アメリカ合衆国カンザス州ローレンス市に所在する公共図書館。1854年に設置され、会員のみが利用できた。1904年にアンドリュー・カーネギーらによる寄付により、公共図書館になった。前の図書館に代わり、1972年に新しい図書館を設立。2010年にローレンス市民は図書館増設に賛成する票を投じ、2014年には新しい図書館を開設した。